# Zaza Urushadze
Zaza Urushadze (georgià: ზაზა ურუშაძე; Tbilisi 30 d'octubre de 1965 — 7 de desembre 2019) va ser un guionista, director i productor de cinema georgià.

## Biografia
Zaza Urushadze era fill de Ramaz Urushadze, un famós porter de futbol soviètic. Es va graduar el 1982-1988 al departament de direcció de la Universitat Estatal de Teatre i Cinema Shota Rustaveli. Entre el 2002 i el 2004 va ser director del Centre Nacional de Cinema de Geòrgia.
La seva pel·lícula de debut Ak tendeba (1998), va tenir un gran èxit i va participar en molts festivals internacionals de cinema. Va ser la presentació oficial de la millor pel·lícula en llengua estrangera de Geòrgia als Premis Oscar de 1999, però no va ser nominada.
Del 2003 al 2006 Zaza Urushadze va ser directora de la sèrie de televisió Ckheli Dzagli. El projecte va tenir èxit, però la quarta temporada va ser prohibida pel govern de Geòrgia a causa dels seus temes polítics. El director va deixar la seva feina per començar a treballar en el seu nou projecte, Sami Sakhli (Tres cases).
La seva segona pel·lícula Sami Sakhli es va acabar el 2008. Va participar en festivals internacionals de cinema (inclòs el Festival Internacional de Cinema de Mont-real). El desembre de 2009, la pel·lícula de Zaza Urushadze va obrir el programa de la Setmana de Cinema Georgià a Tallinn, Estònia. Durant la reunió amb Artur Veeber i Tatjana Mühlbeier va néixer la idea d'escriure un guió per a Mandarines.
Mandarines, la primera coproducció estoniana i georgià, es va acabar el 2013. Es va convertir en una de les pel·lícules de més èxit i de fama mundial a la història del cinema georgià. La història transcorre durant la guerra a Geòrgia, on, a la regió d'Apkhazeti del 1990, estonià, Ivo, s'ha quedat enrere per collir les seves collites de mandarines. Quan li deixen un home ferit a la porta, Ivo no té més remei que endur-se'l.
Durant tres anys, la pel·lícula va guanyar premis en diversos festivals internacionals, inclòs el Premi Satellite a la millor pel·lícula en llengua estrangera i un premi de l'audiència al Festival de Cinema de Varsóvia. Al Festival Internacional de Cinema de Mannheim-Heidelberg 2013, Mandarines va guanyar un premi especial, el Premi del públic al millor llargmetratge i el premi dels propietaris de cinema i al Festival Internacional de Cinema de Fajr, la pel·lícula va ser reconeguda com la millor pel·lícula amb el millor guió.
Al Festival Internacional de Cinema de Bari, la pel·lícula va ser reconeguda com una de les millors pel·lícules del 2014, i al Festival de Cinema Nits Negres de Tallinn Mandarines va ser nomenada Millor Pel·lícula Estònia i va guanyar el premi del Club Internacional del Cinema.
El 2013, la pel·lícula també va rebre el premi de la crítica de cinema a Estònia a la millor pel·lícula i el premi estatal d'Estònia per una contribució destacada a la promoció d'Estònia. El Ministeri de Cultura d'Estònia també va nomenar Mandarinebi com la millor pel·lícula.
També va ser nominada a la Millor pel·lícula en llengua estrangera als Premis Oscar de 2013 i va estar entre les cinc pel·lícules nominades al 72è Premis Globus d'Or a la millor pel·lícula en llengua estrangera.
Tres anys després, el 2016, Zaza Urushadze va començar a produir la seva nova pel·lícula, The Confession (títol de treball "The Monk"). La pel·lícula va ser produïda per Ivo Felt, d'Allfilm, a Estònia i per la companyia Cinema24 de Zaza Urushadze, i va finançar amb 700.000 € (776.000 dòlars). The Confession narra la història d'un capellà convertit en director de cinema que la seva vida en un petit poble de muntanya comença a desencallar quan coneix un professor de música local que amaga un secret fosc. El director va dir: "No puc dir que The Monk serà semblant a Mandarines, serà més lleugera i potser encara més sensible, però, sens dubte, serà molt entretinguda." La filmació va tenir lloc a Kakheti, Geòrgia els mesos de juliol i agost amb un repartiment que inclou Dmitri Tatishvili, Joseph Khvedelidze i Sophia Sebiskveradze. La pel·lícula es va estrenar a principis del 2017.
El 7 de desembre de 2019 Zaza Urushadze va morir d'un atac de cor.

## Filmografia
| Any       | Pel·lícula                                              | Director | Productor | Guionista | Nota                                                        |
| --------- | ------------------------------------------------------- | -------- | --------- | --------- | ----------------------------------------------------------- |
| 1989      | Mattvis vints mamam miatova მათთვის, ვინც მამამ მიატოვა | Sí       | Sí        | Sí        | Curtmetratge                                                |
| 1998      | Ak tendeba აქ თენდება                                   | Sí       |           | Sí        |                                                             |
| 2003-2006 | Ckheli Dzagli                                           | Sí       |           |           | Sèrie de televisió                                          |
| 2008      | Sami Sakhli სამი სახლი                                  | Sí       | Sí        | Sí        |                                                             |
| 2011      | Dartxi Txemtan დარჩი ჩემთან                             | Sí       |           |           |                                                             |
| 2012      | Bolo gaseirneba ბოლო გასეირნება                         | Sí       |           |           | Tercera pel·lícula de la trilogia de Karabakh               |
| 2013      | Mandarines მანდარინები                                  | Sí       | Sí        | Sí        | Nominada - Oscar a la millor pel·lícula de parla no anglesa |
| 2017      | The Confession                                          | Sí       | Sí        | Sí        |                                                             |
| 2019      | L'Anton, el seu amic i la revolució russa ანტონი        | Sí       |           | Sí        | postproducció                                               |